# Den lurande skräcken
Den lurande skräcken (The Lurking Fear) är en novell av den amerikanske författaren H.P. Lovecraft som skrevs i november 1922. Den utkom första gången i tidskriften Home Brew i januari-april 1923.
Novellen har filmats åtminstone tre gånger, 1989 med titeln Dark Heritage, 1994 med titeln The Lurking Fear och 1997 med titeln Bleeders.
Den utkom i en första svensk översättning 1973 i novellsamlingen "Skräckens labyrinter".